# Svatý Malachiáš
Svatý Malachiáš (1094 – 2. listopadu 1148, uváděn i vlastním jménem Maelmhaedhoc O’Morgair) byl v letech 1132–1136/37 irským arcibiskupem v Armaghské diecézi. Je mu připisováno několik zázraků, mimo jiné pak i autorství spisu Proroctví svatého Malachiáše. 
Jedná se o prvního svatého z Irska, svatořečeného papežem. Byl roku 1189 prohlášen za svatého papežem Klementem III.

## Život
Narodil se v roce 1094. Ještě dříve, než byl ustanoven arcibiskupem v Armaghu, stal se, po dlouhých studiích teologie a liturgiky roku 1119 knězem, v St. Celach. Následně se dále v teologii vzdělával v Lismore, pod vedením svatého Malchuse.
Byl osobním přítelem Bernarda z Clairvaux.